# René Ernest
René Ernest, né à Anvers le 18 juin 1876 et mort à Kalmthout, le 1er décembre 1914, est un peintre et graveur belge.
Son champ pictural couvre essentiellement les portraits, les scènes de genre et les natures mortes. Deux de ses gravures sont conservées au Rijksmuseum Amsterdam.

## Biographie

### Famille
René (Renerus Constantus Josephus) Ernest, né à Anvers le 18 juin 1876, est le fils de Charles (Carolus) Ernest (1851), imprimeur, et de Jeanne (Joanna) Marchant (1852), mariés à Anvers le 27 juillet 1872. René Ernest épouse à Anvers le 15 février 1911 Catherine Albertine Stenten (1877). Le couple légitime leur fille Celina, née en 1898, et demeure rue Mercator no 102.

### Formation
René Ernest est étudiant à l'Académie royale des beaux-arts d'Anvers, puis à l'Institut supérieur des beaux-arts de la même ville, où il bénéficie de l'enseignement dispensé par Julien De Vriendt dans son atelier de peinture de figures. En 1905, il reçoit le prix De Keyser.

### Carrière

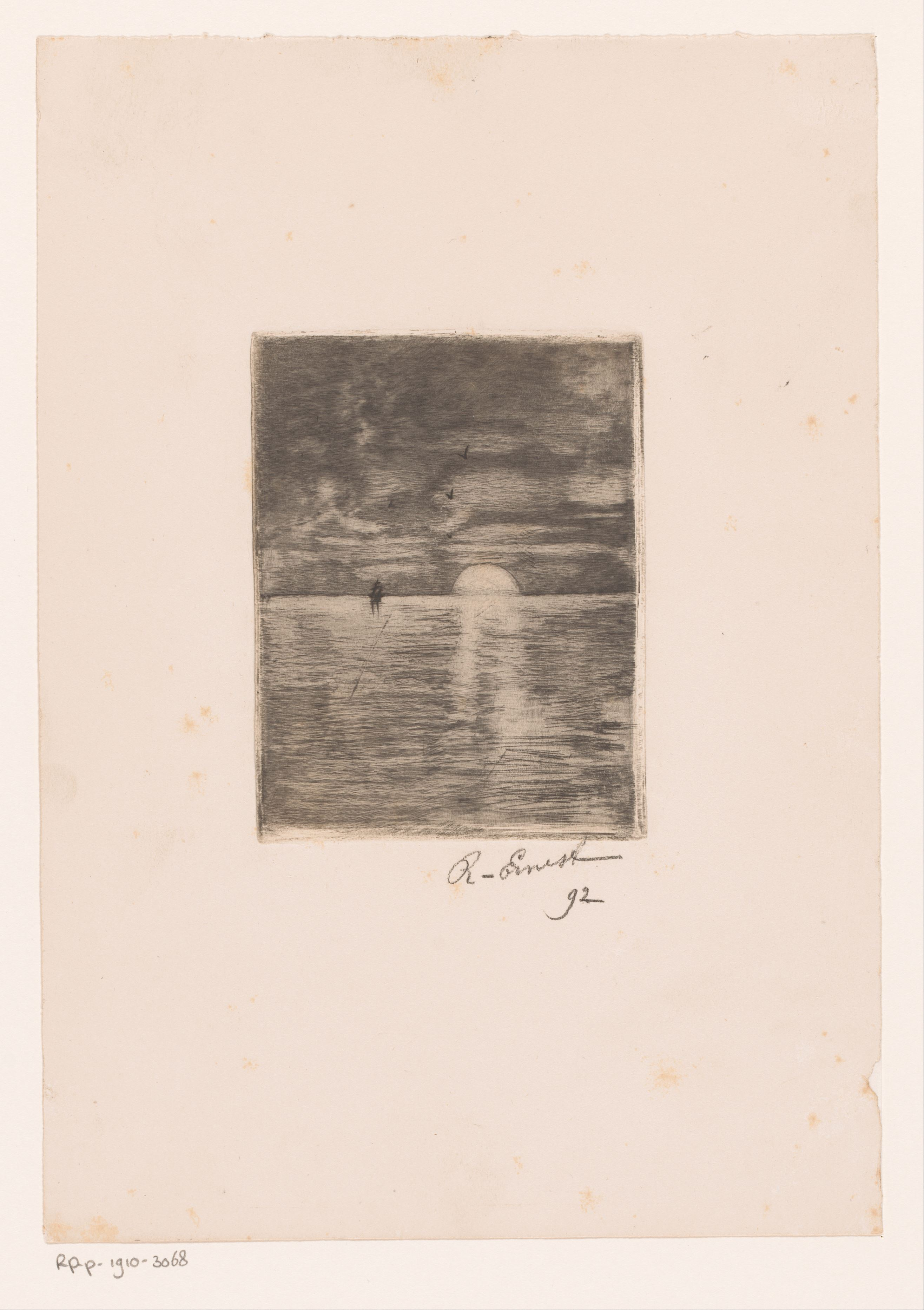
Coucher de soleil sur l'eau au Rijksmuseum Amsterdam.

En 1904, il participe au Salon d'Anvers. L'année suivante, ses œuvres sont présentes à la 50e exposition du cercle Als ik Kan, dont il est membre. En qualité de graveur, il est également présent dans le cadre des salons du groupe L'Estampe.
René Ernest envoie ses œuvres aux salons triennaux belges de 1904 à 1914. 
Le 1er décembre 1914, René Ernest, accablé depuis plus d'un an par une maladie incurable, meurt, à l'âge de 48 ans, à Kalmthout.

## Œuvre

### Caractéristiques

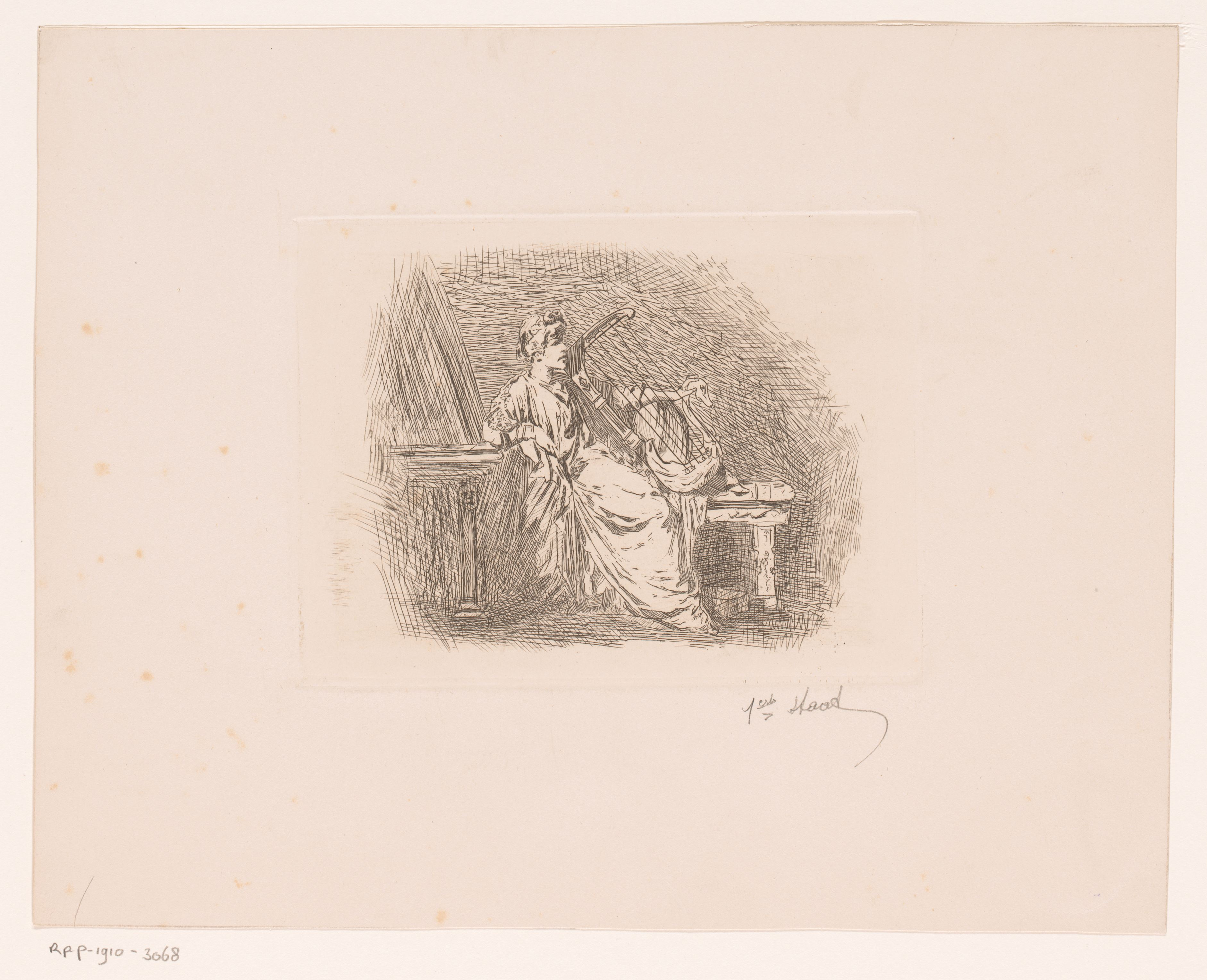
Joueuse de harpe au Rijksmuseum Amsterdam.

Son champ pictural couvre essentiellement les portraits, les scènes de genre et les natures mortes.

 
Lorsqu'il expose au salon du cercle Ken u Zelf, un groupe de jeunes peintres adeptes de la lumière et du plein-air, à Anvers en 1912, René Sancy, le critique du quotidien Le Matin,  écrit : 

« M. René Ernest, dont les études de têtes d'enfants, au crayon Conté, à la sanguine, en dessin rehaussé, voire même à l'eau-forte, sont d'un caractère si curieusement personnel et d'une observation si touchante de justesse, produit en ragard une série d'extérieurs, dont la couleur est d'une rare puissance. Ce sont La Visite et Commérage qui en caractérisent particulièrement la manière. La Visite est une composition où deux femmes, deux villageoises, à grand manteau, causent , assises de chaque côté d'un poêle de fonte qui relui et rougeoie. Le dessin en a des duretés voulues, quelque chose d'anguleux, par quoi s'exprime la rusticité, pourrait-on dire, des personnages ; mais le coloris, les oppositions riches et pleines des tons, en sont tout à fait somptueuses. On peut en dire autant de Commérage et d'autres toiles »

### Expositions
- Salon d'Anvers de 1904.
- Salon (6e) du cercle Vrije Kunst à Anvers en 1904 : Le Débardeur (acquis par l'État).
- Expositions du cercle Als ik Kan à Anvers : 1905, 1907 et 1914 (L'Ouvrier).
- Exposition du Cercle royal artistique d'Anvers de 1905 : des dessins.
- Exposition de pastels et d'aquarelles salle Vénus à Anvers en 1906 : effigies d'enfants dessinées à la sanguine.
- Salon de Gand de 1906.
- Exposition du cercle L'Estampe de 1907 : dessins et eaux fortes, dont Intérieur rustique.
- Salon de Bruxelles de 1907 : Chez Trientje (peinture) et Intérieur[6]
- Salon des artistes anversois de 1908 : Portrait du docteur Sano.
- Salon d'Anvers de 1908 : Intérieur.
- Exposition du Cercle royal artistique d'Anvers de 1908, manifestation Le Bric-à-brac : des dessins ironiques intitulés Villégiatures.
- Exposition du cercle L'Estampe de 1909 : Têtes d'enfants.
- Salon de Gand de 1909 : Intérieur flamand.
- Exposition des beaux-arts de Rome de 1909, section belge.
- Exposition du cercle Ken u Zelf à Anvers en 1911 : Le Baiser et d'autres toiles.
- Salon d'Anvers de 1911 : Intérieur.
- Exposition du cercle Ken u Zelf à Anvers en 1912 : La Visite, Commérage et d'autres toiles.
- Exposition du cercle Ken u Zelf à Anvers en 1913.
- Exposition du cercle L'Estampe de 1913 : Têtes d'enfants.
- Salon de Bruxelles de 1914 : deux tableaux intitulés Nature morte, l'un représentant des cerises et des groseilles[4].

### Collection muséale
- Rijksmuseum Amsterdam[7] : 
  - Joueuse de harpe (s.d.), gravure sur papier, format 11,9 × 15,7 cm, inventaire no RP-P-1910-3067.
  - Coucher de soleil sur l'eau (1892 ?), gravure sur papier, format 11,7 × 8,8 cm, inventaire no RP-P-1910-3068.